# 真盤竜亜目
真盤竜亜目（しんばんりゅうあもく、Eupelycosauria）は、単弓類に属する脊椎動物の一群である。

## 概要
獣弓類及びその近縁の盤竜類のメンバーと哺乳類を含む単系統群。